# Patti Russo
Patricia "Patti" Russo (Nueva Jersey, 20 de mayo de 1964 (60 años) es una cantante/compositora/actriz estadounidense popular por cantar junto a Meat Loaf desde 1993 hasta 2013.

## Junto a Meat Loaf (1993-2013)
Patti inició su carrera como cantante al ser elegida para acompañar a Meat Loaf en su gira Everything Louder Tour, tras la publicación del último disco de éste Bat Out of Hell II: Back into Hell. Desde entonces se convirtió en la voz femenina de referencia junto al cantante.
Patti ha colaborado en todos los discos de Meat Loaf desde Welcome to the Neighbourhood hasta Hell In a Handbasket y juntos han protagonizado duetos tan destacados como I'd Lie For You (And That's The Truth) que llegó al número 2 de las listas británicas, o Couldn't Have Said It Better que llegó a alcanzar al primer puesto.

## Otras colaboraciones
Patti puso su voz en la canción Perfect Christmas Night junto a la Trans-Siberian Orchestra que acompaña los créditos finales de la película El Grinch. Colaboró también con la Trans-Siberian Orchestra en su ópera-rock Beethoven's Last Night donde interpretaba el papel de Theresa.
Cantó junto a Queen en el Queen's Day Festival de Ámsterdam y entre 2009 y 2010 trabajó como corista de Cher en Las Vegas.
Ha colaborado a menudo con otras bandas como la Jon Tiven Band o la británica SAS Band.

## Musicales
Patti interpretó el papel de Esmeralda en la producción londinense de Notre-Dame de París e hizo de "Killer Queen" en la versión de Las Vegas del musical We Will Rock You, inspirado en las canciones de la banda británica Queen.

## Carrera como solista
Tras desvincularse de Meat Loaf en junio de 2013 al finalizar su Last At Bat Tour, Patti decide iniciar su carrera solista. Así en abril de 2014 realiza su primera gira en solitario por Reino Unido titulada "How are ya, 5-0" en homenaje a los 50 años que cumple en mayo. En ella cuenta con la colaboración de algunos de los músicos con los que ella había colaborado anteriormente: Jamie Moses, Spike Edney, Steve Stroud y Johnny Marter.
Durante esta gira vende también su primer EP, donde recoge cuatro de las canciones que ella misma había compuesto años atrás:
- Bible and a Beer (con la cual debutó como solista durante la gira "Casa de Carne" de Meat Loaf)
- How Long
- One Door Opens
- Here We Are